# Wolf-Dieter Zimmermann (Lehrer)
Wolf-Dieter Zimmermann (* 1948 in Karlsruhe) ist ein deutscher Lehrer und Sachbuchautor.

## Leben
Wolf-Dieter Zimmermann ist das dritte Kind des Pfarrers Dieter Zimmermann und seiner Ehefrau Gudrun. Nach Schulbesuch in Gersbach, Freiburg, Düsseldorf und Hilden und Abitur 1968 in Hilden studierte er evangelische Theologie in München, Tübingen, Mainz und Münster und anschließend Pädagogik in Bochum und Düsseldorf.
Er arbeitete nach dem zweiten Staatsexamen als Lehrer in einer Gesamtschule in Mülheim an der Ruhr.
Ab 1985 (bis 2003) textete und spielte er im Kirchenkabarett „die Kreuztreter“ mit, verfasste (mit anderen) Schulbücher für den Pädagogikunterricht und war (ebenfalls ab 1985) als Fachleiter für das Fach evangelische Religionslehre am Seminar Essen tätig. Weitere Bücher (unter anderem zu Gesprächsführung und Gruppenprozessbeobachtung) folgten. 1997 wurde er stellvertretender Leiter des Seminars Krefeld, gründete ein Jahr später das Studienseminar Neuss, das er bis zu seiner „Zur-Ruhe-Setzung“ 2011 leitete.
Wolf-Dieter Zimmermann leitete bis 2011 das Studienseminar Neuss und setzte sich für eine medienkritische Ausbildung auf der Basis freier Software ein. Das Kultusministerium in Nordrhein-Westfalen beauftragte ihn mit dem Pilotprojekt „Notebookgestützte Lehrerausbildung“. Er initiierte das Projekt Seminarix, das neben freien, quelloffenen Programmen und Anwendungen auch auf der Basis des freien Betriebssystems Linux läuft.
In Mülheim an der Ruhr organisierte und leitete er bis 2015 Kurse in Räumen der evangelischen Kirche zu Themen wie „E-Mail – aber sicher“, „Fokusbildung und digitale Fotografie“, „Kryptoparty“ (Verschlüsselung – handhabbar).
Von 2005 bis 2015 organisierte und moderierte er einmal im Jahr die Benefizveranstaltung Kaffeesatz, deren Erlös dem Förderverein des Kinderhilfsprojekts Las Torres gespendet wurde. Er war Mitorganisator eines „Nachhaltigkeitsfests“ an der Petrikirche in Mülheim. Zimmermann organisiert und leitet mit anderen den „Linuxtreff“ in Mülheim an der Ruhr.

## Ehrungen und Auszeichnungen
2016 erhielt Zimmermann den „RWE Klimaschutzpreis“ für sein Projekt Alte Laptops im neuen Gewand. Aus Gründen nachhaltiger Weiternutzung auch älterer Rechner rüstete er sie auf das deutlich ressourcenschonendere Betriebssystem Linux um und stattete sie mit einem Paket freier Software aus. 2018 bewarb er sich mit den Mitstreitern des „Linuxtreffs“ in Mülheim an der Ruhr um den Ehrenamtspreis des Jahres 2018 und kam mit ihnen zusammen auf den vierten Platz.

## Schriften
- Gespräche führen – moderieren – beraten. Baltmannsweiler: Schneider-Verlag Hohengehren 2003
- Gruppenprozesse simulieren – evaluieren – reflektieren. Baltmannsweiler: Schneider-Verlag Hohengehren 2002
- (mit Dieter Zeppenfeld u. Tilmann Krämer): Aus Erfahrung lernen – mit Erfahrung spielen: Handeln in Gruppen. Baltmannsweiler: Schneider-Verlag Hohengehren 1998
- Friedenserziehung und Aggression. Mülheim a. d. Ruhr [1990]